# 佐蘭·扎埃夫
佐蘭·扎埃夫（羅馬化：Zoran Zaev，發音：['zɔran 'zaɛf]；1974年10月8日—）是北馬其頓的一位政治人物，現任北馬其頓總理，他是北馬其頓執政黨馬其頓社會民主聯盟的黨魁。他曾為斯特魯米察市鎮的市長。他在2013年當選馬其頓社會民主聯盟黨魁，2017年繼任總理，2020年8月30日連任北馬其頓總理職務；2021年11月馬其頓社會民主聯盟在地方市長級別選舉失利後，扎埃夫宣佈辭去總理職務，但辭職案必須獲得國會同意才能成案。